# Moses Levy
Moses Levy (Tunisi, 3 febbraio 1885 – Viareggio, 2 aprile 1968) è stato un pittore italiano.

## Biografia
Nato da padre inglese e madre italiana, studia in una scuola italiana a Tunisi ma all'età di dieci anni, per ragioni di salute della madre, si trasferisce con la famiglia in Italia.
Nel 1900 si iscrive all'Istituto di Belle Arti di Lucca e trova come compagno di studi Lorenzo Viani. Levy e Viani frequentano assieme a Firenze anche i corsi della Scuola di Nudo dell'Accademia di Belle Arti tenuti dal pittore Giovanni Fattori. In questo periodo, Levy si appassiona alla grafica ed entra in contatto con Renato Natali e con il gruppo di artisti che si riunisce al Caffè Bardi di Livorno, particolarmente dediti alla litografia, al disegno e all'acquaforte.
Nel 1907 viene invitato alla Biennale di Venezia, dove espone alcune incisioni. Ritorna spesso a Tunisi dove comincia ad allontanarsi dalla formazione toscana e assimila le tinte forti della sua terra natale, dipingendo soggetti legati alla cultura locale. Nel 1911 organizza la prima mostra personale alla Camera di Commercio di Tunisi. Compie numerosi viaggi in Europa, fermandosi più volte a Parigi dove riesce anche a esporre nel 1932.
A causa delle leggi razziali fasciste, Levy deve lasciare l'Italia e si trasferisce a Nizza, ritornando successivamente a Tunisi. Alla conclusione della seconda guerra mondiale si trasferisce prima a Parigi e poi a Firenze; dal 1961 si trasferisce a Viareggio, comune che gli consegnerà una medaglia d'oro. In questo periodo, nel suo casotto/studio sulla spiaggia di Viareggio ha una costante frequentazione col pittore Gualtiero Passani (1926-2019), molto più giovane di lui, ma di cui apprezza il vigore creativo e il talento nella scelta dei colori.